# 老塞爾維亞
老塞爾維亞（拉丁轉寫Stara Srbija）是一個用來描述中世紀塞爾維亞核心地帶的詞語，包括拉什卡地區、科索沃和馬其頓西北部。當地塞族人被稱為老塞爾維亞人（Starosrbijanci）。

## 詞源
塞爾維亞語言學家吴克·斯蒂凡诺维奇·卡拉季奇認為「老塞爾維亞」指的是中古塞爾維亞時期、鄂圖曼帝國入侵前塞族人居住的地區。這詞語源於塞族共同語，並由在哈布斯堡王朝統治下遷入的難民引入。
這個詞語在塞爾維亞革命時期重新出現，以表達對解放在1833年及1878年尚在異族統治的南部地區的渴望。

## 歷史
1877年5月一班老塞爾維亞的塞族代表向塞爾維亞政府求援，希望與塞爾維亞公國合併。他們也向西方列強和俄羅斯帝國代表提出訴求。同年，解放老塞爾維亞和馬其頓委員會成立。在1877年塞土戰爭後，塞爾維亞希望得到直到利姆河的科索沃省和新帕扎尔桑扎克。但《聖斯特凡諾條約》讓他們大失所望，塞爾維亞只獲得尼什、皮羅特和弗拉涅，共約200平方英里的地區，比黑山公國所得領土還要小。1913年桑扎克、科索沃和瓦爾達爾馬其頓成為塞爾維亞王國一部份，被編入南塞爾維亞。

## 應用
1923年在斯科普里設立了「老塞爾維亞」銀行，以主導和促進當地經濟。
在塞爾維亞史觀中，第一次巴爾幹戰爭又被稱為「老塞爾維亞解放戰爭」。

## 來源
- Mitrović, Andrej. . Srpska književna zadruga. 1996  [21 May 2013]. （原始内容存档于2018-02-14）.
- Sebright, Georgina Mary; Irby, Adelina Paulina. . 1877: 210–221  [2018-03-30]. （原始内容存档于2018-05-22）.